# 新戈里察車站
新戈里察車站是斯洛維尼亞新戈里察的鐵路車站，開業於1906年7月23日，由於其特殊地理位置，已經歷了幾次國籍和名稱的變化。
從1906年落成至1919年，車站位於奧地利帝國內，被命名為GörzStaatsbahnhof 。1919年，作為第一次世界大戰之後的邊界變化的一部分，它被意大利王國吞併，並更名為北戈里齊亞站。1923年，這個車站再次更名，這次是Stazione di Gorizia Montesanto。1947年，車站的控制權轉交給南斯拉夫社會主義聯邦共和國，車站位於斯洛文尼亞社會主義共和國境內，並更名為Železniškapostaja Nova Gorica。斯洛文尼亞於1991年獨立，但車站並沒有改名。目前仍隸屬於斯洛維尼亞鐵路，並為新戈里察的主要鐵路車站。